# Тулузский университет (бывший)
Тулузский университет (фр. l'Université de Toulouse) — один из старейших университетов Франции и Европы, основан в 1229 году.
Основание Тулузского университета было одним из условий мира, навязанного графу Раймунду VII после Альбигойских войн; новый университет должен был насаждать на еретическом Юге правоверный католицизм. Среди основателей университета был гонитель альбигойцев епископ Фолькет Марсельский.
Известен своей сильной правовой школой, здесь в Средние века работали Бернард дю Боске, Жан Боден, Арно Сорбин и Этьен Доле, а в новое время такие крупные фигуры права и социологии, как Жан Жорес, Морис Ориу, Раймон Арон и Жорж Ведель.

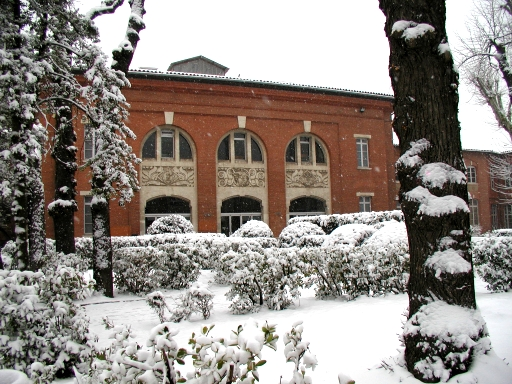
Старое здание Тулузского университета

Во время Французской революции Тулузский разделил судьбу всех прочих провинциальных университетов — он был закрыт, его имущество конфисковано. В XIX веке высшее образование в Тулузе существовало в виде автономных факультетов, воссозданных Наполеоном I.
В 1896 году вновь учреждён Тулузский университет, после майских событий 1968 года разделённый на:
- Университет Тулуза 1: Капитолий
- Университет Тулуза 2: Ле Мирай
- Университет Тулуза 3: Поль Сабатье
- Национальный институт прикладных наук (INSA)
- Национальный политехнический институт Тулузы
- Высший институт аэронавтики и космоса
- Тулузская бизнес-школа